# Gyula Grosics
Dans le nom hongrois Grosics Gyula, le nom de famille précède le prénom, mais cet article utilise l’ordre habituel en français Gyula Grosics, où le prénom précède le nom.
Gyula Grosics est un footballeur puis entraîneur hongrois né le 4 février 1926 à Dorog et mort le 13 juin 2014 à Budapest,. Il évolue au poste de gardien de but du milieu des années 1940 au début des années 1960.
Après des débuts au Dorogi FC, il joue au Mateosz Budapest puis au Budapest Honvéd avant de finir sa carrière au FC Tatabánya.
Surnommé « la panthère noire »,, il compte 86 sélections en équipe de Hongrie et fait partie du légendaire onze des années 1950, vainqueur des Jeux olympiques de 1952 et finaliste de la Coupe du monde en 1954.

## Carrière
- 1945-1947 :  Dogogi Banyasz
- 1947-1950 :  Mateosz Budapest
- 1950-1957 :  Budapest Honvéd
- 1957-1962 :  FC Tatabánya

## Palmarès
- 86 sélections avec l'équipe de Hongrie entre 1947 et 1962.
- Vainqueur des Jeux olympiques de 1952 avec la Hongrie.
- Finaliste de la coupe du monde 1954 avec la Hongrie.